# 柳恭
柳恭（？—？），河东郡解县（今山西省运城市临猗县）人，出自河东柳氏西眷，后赵、西燕官员。

## 生平
柳恭在后赵、西燕时期担任河东郡太守，西燕被后燕灭亡后，柳恭等人拥兵自守，秦文桓帝姚兴派遣晋王姚绪讨伐他们，柳恭凭借黄河防守，姚绪无法渡河。薛强先前占据杨氏壁，引导姚绪从龙门渡过黄河，进攻蒲阪，柳恭等人见大势已去，都请求投降。柳恭后因战乱纷争，带领百姓南迁，居住于汝水、颍水之间，所以家族世代在江南做官。柳恭死后，葬在寿春县八公山。

## 家族

### 兄弟
- 柳璩

### 孙子
- 柳绍，宋安郡太守